# Enoploteuthidae
Enoploteuthidae Pfeffer, 1900 è una famiglia di molluschi cefalopodi dell'ordine Oegopsida.

## Descrizione
Gli Enoploteuthidae sono calamari di piccole dimensioni, con mantello che raggiunge i 13 cm. Possiedono alcuni uncini su tutte le braccia e una o due serie di uncini sulle clave tentacolari, a seconda del genere. Le pinne sono poste generalmente all'apice del corpo, mancano i lobi liberi posteriori. La coda all'apice posteriore del corpo è carnosa.
Presentano fotofori su quasi tutto il corpo: mantello, sifone, testa, bulbi oculari e braccia, ma sono assenti sui tentacoli, visceri e la maggior parte delle pinne. Al loro interno è presente il gladio conico e smussato e la sacca dell'inchiostro che però non è inclusa nella ghiandola digestiva.

## Distribuzione e habitat
I membri della famiglia Enoploteuthidae si ritrovano negli oceani tropicali, subtropicali e temperati di tutto il mondo. Gli Enoploteuthidae sono molluschi mesopelagici che effettuano ampie migrazioni verticali giornaliere nella colonna d'acqua. Le paralarve e gli esemplari giovani sono epipelagici abitano invece i primi 200 m delle profondità marine.

## Pesca

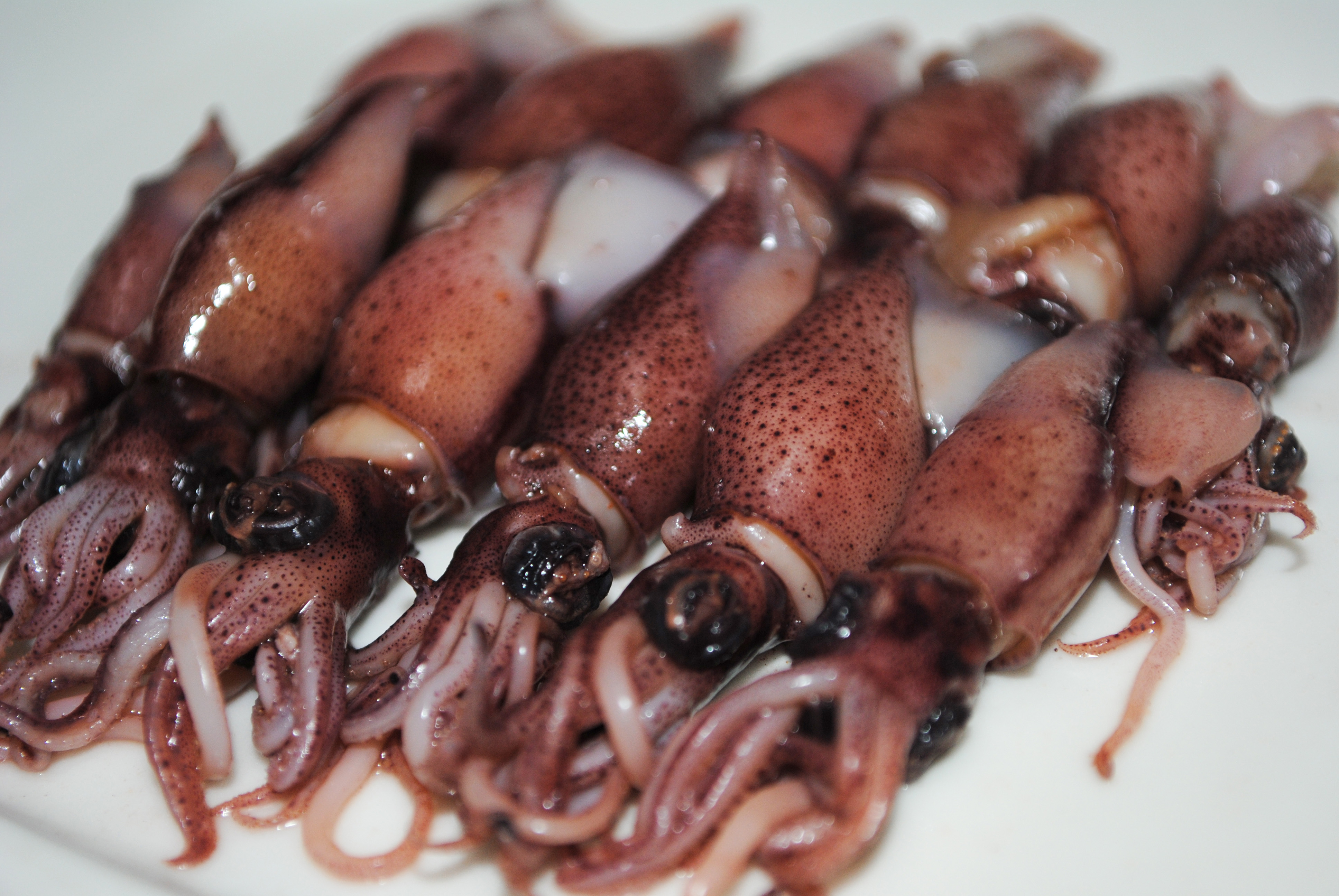
Calamari lucciola serviti in Giappone

Generalmente questi molluschi non vengono pescati a fini commerciali. Tuttavia, in Giappone si rileva un'intensa pesca stagionale di calamari lucciola (Watasenia scintillans), in particolare nella baia di Toyama.

## Tassonomia
La famiglia comprende i seguenti generi:
- Abralia J. E. Gray, 1849
- Abraliopsis Joubin, 1896
- Enoploteuthis A. d'Orbigny, 1842
- Watasenia Ishikawa, 1914